# Makabi Radom
Makabi Radom – żydowski klub sportowy z siedzibą w Radomiu. Powstał na początku lat 20. XX wieku, rozwiązany w 1932.

## Historia
Makabi Radom szybko stał się prężną organizacją sportową działającą pod sztandarem Organizacji Syjonistycznej. W 1929 r. zrzeszał 45 członków. W sezonach 1930 i 1931 występował w rozgrywkach klasy A w podgrupie: Radom w grupie kieleckiej.
W 1932 doszło do połączenia z Barkochba Radom, w wyniku czego powstało Żydowskie Towarzystwo Gimnastyczno-Sportowe.